# Grand Prix (anime)
Grand Prix (jap. アローエンブレム　グランプリの鷹, Arrow Emblem Grand Prix no Taka, ang. Arrow Emblem: Hawk of Grand Prix) – japoński serial anime wyprodukowany w 1977 roku przez Toei Animation. W Polsce był emitowany w latach 90. XX wieku na kanale Polsat i Polsat 2 oraz Polonia 1. Był to jeden z dwóch seriali anime, które stacja nadawała z francuskim dubbingiem i polskim lektorem. Drugim z nich jest Księga dżungli.

## Opis fabuły
Serial opowiada o młodym chłopaku z Tokio o imieniu Takaya Todoroki, który marzy o zostaniu kierowcą F1. Wkłada całą swoją energię w wygranie wyścigu dla początkujących w samochodach seryjnych, ale wpada w poślizg na oleju, gdy prowadzi na czele z powodu chwilowej utraty koncentracji i powoduje wypadek. To sprawia, że Takaya traci pewność siebie i pierwotnie przysięga zrezygnować z wyścigów. Wtedy przy jego łóżku w szpitalu pojawia się zamaskowany nieznajomy, który przedstawia się jako światowej sławy kierowca Nick (w innych językach Niki Lauda). Zachęca go do otrząśnięcia się i spróbowania jazdy nowym prototypem. Wkrótce zostaje członkiem zespołu „Katori Motors”, mając nadzieję zostać mistrzem świata Formuły 1 prowadząc samochód zbudowany według własnego projektu – Todoroki special.

## Obsada (głosy)
- Kei Tomiyama jako Takaya Todoroki
- Mami Koyama jako Suzuko Ōse
- Masako Nozawa jako Hangorō Ōse
- Rihoko Yoshida jako Rie Katori
- Hidekatsu Shibata
- Chiyoko Kawashima jako Isabera Pere
- Toshio Furukawa jako Hans Rosen

## Ekipa
Produkcja: Toei Animation

Rok produkcji: 1977

Reżyser: Rintarō

Scenariusz: Masaki Tsuji

Muzyka: Hiroshi Miyagawa

Wykonawca piosenki w wersji francuskojęzycznej: Bernard Minet